# Lichnov (ort i Tjeckien, lat 49,56, long 18,17)
Lichnov är en ort i Tjeckien. Den ligger i den östra delen av landet, 280 km öster om huvudstaden Prag. Lichnov ligger 361 meter över havet och antalet invånare är 1 335.
Terrängen runt Lichnov är kuperad åt sydost, men åt nordväst är den platt.Runt Lichnov är det ganska tätbefolkat, med 111 invånare per kvadratkilometer. Närmaste större samhälle är Frýdek-Místek, 18,6 km nordost om Lichnov. Omgivningarna runt Lichnov är en mosaik av jordbruksmark och naturlig växtlighet.